# Charli Baltimore
Charli Baltimore (richtiger Name Tiffany Lane; * 19. August 1974 in Philadelphia, Pennsylvania) ist eine US-amerikanische Rapperin und Model.

## Biografie
Charli Baltimore studierte am Pierce College, bis sie 1995 auf Notorious B.I.G. stieß. Dieser brachte sie ins Musikgeschäft. 1997 erschien ihre erste Single names Money aus dem Soundtrack von Woo. Produziert wurde der Song von DJ Clark Kent, der sich Mitte bis Ende der 1990er Jahre auf dem Zenit seiner Popularität befand (u. a. Producer für Rakim, All City, Oran „Juice“ Jones, Jay-Z, Lil Kim, Notorious BIG). Doch die Rap-Karriere rief auch Kritik auf den Plan. Charli Baltimore hatte eine Affäre mit Biggie. Biggie führte sie auch ins Music-Business ein und machte sie mit verschiedenen Persönlichkeiten wie Lance „UN“ Rivera (seines Zeichens Ex-CEO bei Untertainment) bekannt. Stimmen, auch von Notorious BIGs Mutter wurden laut, die Charli Baltimore warnten, nicht den Fame ihres musikalischen Mentors für ihre Karriere zu missbrauchen. Dieser Vorwurf haftete ihr trotz ihres qualitativ hochwertigen Outputs noch lange an. 1999 veröffentlichte Charli bei dem Label Untertainment Recording ihr Debütalbum Cold as Ice. Im Jahre 2002 unterschrieb sie einen Vertrag bei Irv Gottis Murder Inc. Records, der sich auf ihre Karriere eher bremsend statt fördernd auswirkte, da sie nie ein Album über Murder Inc veröffentlichte. Von 2005 bis ca. 2008 war sie vorübergehend bei The Black Wall Street Records unter Vertrag, jedoch ohne etwas zu veröffentlichen.

## Diskografie

### Studioalben
- 1999: Cold as Ice

### Singles als Leadmusikerin
| Jahr | Titel Album          | Höchstplatzierung, Gesamtwochen, AuszeichnungChartplatzierungen (Jahr, Titel, Album, Platzierungen, Wochen, Auszeichnungen, Anmerkungen) | Höchstplatzierung, Gesamtwochen, AuszeichnungChartplatzierungen (Jahr, Titel, Album, Platzierungen, Wochen, Auszeichnungen, Anmerkungen) | Höchstplatzierung, Gesamtwochen, AuszeichnungChartplatzierungen (Jahr, Titel, Album, Platzierungen, Wochen, Auszeichnungen, Anmerkungen) | Anmerkungen                                                           |
| Jahr | Titel Album          | DE | UK | R&B | Anmerkungen                                                           |
| ---- | -------------------- | --- | --- | --- | --------------------------------------------------------------------- |
| 1998 | Money Cold as Ice    | DE96 (2 Wo.)DE | UK12 (5 Wo.)UK | R&B59 (5 Wo.)R&B | Erstveröffentlichung: Juni 1998 Produzent: DJ Clark Kent              |
| 1999 | Stand Up Cold as Ice | — | — | R&B84 (11 Wo.)R&B | Erstveröffentlichung: März 1999 feat. Ghostface Killah Produzent: RZA |

Weitere Singles
- 1998: NBC
- 1999: Feel It
- 1999: Thorough Bitches (feat. Da Brat, Gangsta Boo, Rage, Queen Pen und Scarlet)
- 2000: Everybody Wanna Know
- 2000: Charli
- 2002: Diary …
- 2002: Hey Charli
- 2002: Philly’s Finest (feat. Eve)

### Singles als Gastmusikerin
| Jahr | Titel Album                          | Höchstplatzierung, Gesamtwochen, AuszeichnungChartplatzierungen (Jahr, Titel, Album, Platzierungen, Wochen, Auszeichnungen, Anmerkungen) | Höchstplatzierung, Gesamtwochen, AuszeichnungChartplatzierungen (Jahr, Titel, Album, Platzierungen, Wochen, Auszeichnungen, Anmerkungen) | Höchstplatzierung, Gesamtwochen, AuszeichnungChartplatzierungen (Jahr, Titel, Album, Platzierungen, Wochen, Auszeichnungen, Anmerkungen) | Höchstplatzierung, Gesamtwochen, AuszeichnungChartplatzierungen (Jahr, Titel, Album, Platzierungen, Wochen, Auszeichnungen, Anmerkungen) | Höchstplatzierung, Gesamtwochen, AuszeichnungChartplatzierungen (Jahr, Titel, Album, Platzierungen, Wochen, Auszeichnungen, Anmerkungen) | Anmerkungen                                                                                                  |
| Jahr | Titel Album                          | DE | CH | UK | US | R&B | Anmerkungen                                                                                                  |
| ---- | ------------------------------------ | --- | --- | --- | --- | --- | --- |
| 2002 | Down A** Chick Pain Is Love          | — | CH75 (1 Wo.)CH | UK91 (1 Wo.)UK | US21 (19 Wo.)US | R&B8 (24 Wo.)R&B | Erstveröffentlichung: Februar 2002 Ja Rule feat. Charli Baltimore                                            |
| 2002 | Down 4 U Irv Gotti Presents the Inc. | DE54 (5 Wo.)DE | CH43 (6 Wo.)CH | UK4 (15 Wo.)UK | US6 (20 Wo.)US | R&B3 (23 Wo.)R&B | Erstveröffentlichung: Mai 2002 Irv Gotti presents the Inc. feat. Ja Rule, Ashanti, Charli Baltimore und Vita |

Weitere Gastbeiträge
- 1998: T Shirt & Panties (Remix) (Adina Howard feat. Charli Baltimore und Cam’ron)
- 2002: Spending Time (Christina Milian feat. Charli Baltimore)
- 2003: Rain on Me (Remix) (Ashanti feat. Ja Rule, Charli Baltimore und Hussein Fatal)